# Is It in My Head?
Pistes de Quadrophenia
Helpless Dancer I've Had Enough
Is It in My Head? est la neuvième chanson de l'opéra-rock Quadrophenia des Who, paru en 1973. Ce morceau a été enregistré aux studios Olympic de Londres en mai 1972.

## Caractéristiques
Les paroles traitent une fois de plus des frustrations et des obsessions de Jimmy, le personnage principal de l'histoire racontée par l'album. Pete Townshend, l'auteur-compositeur, décrit cette chanson en ces termes :
« Le morceau voit Jimmy, bien qu'étant un garçon ordinaire, n'a pas seulement une conscience, mais doute aussi de lui-même. Il s'inquiète à propos de sa propre partie, et sent peut-être que sa vue est obscurcie par les nuages du pessimisme. »
Au point de vue musical, le tempo est lent. Les couplets présentent parfois des passages très lyriques. Comme souvent dans cet album, on assiste à un mélange de guitares acoustiques et électriques. Les synthétiseurs sont discrets, mixés en arrière-plan. La chanson est divisée en plusieurs parties assez différentes s'enchaînant assez rapidement. 

## En concert
Cette chanson ne fut jouée qu'une seule fois, lors du premier concert de la tournée de promotion, le 28 octobre 1973. Elle ne fut pas reprise avant 1996.

## Sources et liens externes
- Notes sur l'album
- Site de référence sur Quadrophenia
- Paroles
- Tablatures pour guitare